# Mindoro
Mindoro (AFI: /minˈdɔro/) è la settima isola per dimensione delle Filippine. Si trova a sud-ovest di Luzon e a nord-est di Palawan, nella Regione del Mimaropa (Mindoro, Marinduque, Romblon e Palawan).

## Geografia
Ha una superficie di 10.572 km², e una popolazione al censimento del 2000 di 1.062.000 abitanti. È suddivisa in due province, Mindoro Occidentale e Mindoro Orientale. Il capoluogo di  Mindoro Orientale è Calapan con oltre 133.000 abitanti (nel 2015) mentre per Mindoro Occidentale è Mamburao con oltre 43.000 abitanti (nel 2015) ma San Jose è la municipalità più popolata con oltre 143.000 abitanti (nel 2015).
La principale vetta dell'isola è il Monte Halcon (Bundok Halcon), 2582m, di difficile accesso per la fitta giungla che lo circonda e per la ripidità dei suoi fianchi scoscesi.

## Fauna e aree protette
Molte solo le specie endemiche o quasi endemiche dell'isola. Tra le altre menzioniamo:
- il tamarù (Bubalus mindorensis), un bufalo selvatico esclusivo di quest'isola;
- il cinghiale verrucoso di Mindoro (Sus oliveri)
- il bucero di Mindoro (Penelopides mindorensis), un grosso uccello;
- la colomba pugnalata di Mindoro (Gallicolumba platenae), affine alla colomba pugnalata di Luzon che vive sulla grande isola adiacente;
- il cuculo fagiano di Mindoro (Centropus steerii), a rischio critico di estinzione.

Nonostante le sue dimensioni non grandi, al confronto di altre isole filippine, Mindoro ospita diverse aree protette:
1. il Parco Nazionale del Monte Iglit (ca. 750 km²), istituito su un'area forestale montana in particolare per proteggere il tamarù;
2. il Parco Nazionale del Lago di Naujan (130 km²), zona umida riconosciuta dalla convenzione di Ramsar in cui sono protetti molti uccelli acquatici e non, tra cui specie comuni ad altre isole vicine, come l'anatra delle Filippine (Anas luzonica), il cacatua delle Filippine (Cacatua haematuropygia) e il piccione imperiale (Ducula carola), e altre endemiche di Mindoro (bucero, colomba pugnalata, cuculo fagiano - v. sopra);
3. la  Riserva Naturale del Monte Calavite (ca. 180 km²), istituita già nel 1920 nella zona più settentrionale dell'isola, nella quale vivono quasi tutte le specie endemiche menzionate sopra.

## Storia
In passato era chiamata Ma-i o Mait dai commercianti cinesi e Mina de Oro ("miniera d'oro") dagli spagnoli. L'attuale nome dell'isola deriva dalla denominazione data dagli spagnoli.
Dal 1920 al 1950, l'intera isola era unita sotto una sola provincia il cui capoluogo era Calapan.
Nel 1950 fu suddivisa nelle attuali due province, Mindoro Occidentale e Mindoro Orientale, in seguito a un referendum voluto dall'allora governatore Romeo Venturanza.

## Economia
L'economia di Mindoro è in gran parte basata sull'agricoltura. Prodotti tipici sono costituiti da una grande varietà di frutta, come agrumi, banane, noci di cocco, oltre che a cereali quali riso e mais, canna da zucchero, arachidi. Attivo anche l'allevamento di bestiame e pollame e la pesca. Sono inoltre presenti cave di marmo e miniere di rame.
Anche il turismo è una importante fonte di reddito, focalizzato prevalentemente su alcune mete marine: le spiagge più famose (Puerto Galera, Sabang ecc.), la vicina barriera corallina di Apo (parco naturale) e l'isola di Lubang posta pochi chilometri a nord di Mindoro.